# Norbert Boesche
Norbert Boesche (Pseudonym Avigdor Ben Trojan; * 11. September 1959 in Berlin; † 20. November 2002 ebenda) war ein deutscher Autor, Verleger und Privathistoriker.

## Leben
Boesche wurde als zweites von drei Kindern der Schriftstellerin Tilly Boesche-Zacharow geboren, mit der er 1981 gemeinsam einen Verlag gründete. Nach Aufgabe seines Berufswunsches, Balletttänzer zu werden, und einigen Nebenrollen in Schauspiel und Film (u. a. Schöner Gigolo – armer Gigolo, Die tolle Komteß) ging er als Mitglied einer Freiwilligengruppe der Aktion Sühnezeichen nach Israel. Bei einem Nagelbombenattentat in Nablus am 26. April 1978, das zwei Todesopfer forderte, wurde Norbert Boesche schwer verletzt.
In Israel lernte er seine spätere Ehefrau Paulene Wrate kennen, mit der er einige Jahre in England lebte. Nach der Scheidung kehrte er um 1988 nach Berlin zurück und lebte mit seinem Lebensgefährten in der Schöneberger Leberstraße. Hier begann er sein Lebenswerk als Privathistoriker.
Es ging ihm als Pazifist um die Aufarbeitung der Zeit des Nationalsozialismus. Er schrieb unter dem Wahlnamen Avigdor Ben Trojan zwei Bücher über die verschwundenen jüdischen Nachbarn in Frohnau und Hermsdorf, deren Schicksal er mehrere Jahre lang in einer kleinen Arbeitsgruppe mit dem Lokalpolitiker Dirk Thesenvitz unter dem Titel „Projekt Reinickendorfer Judenheit“ miterforscht hatte. Der erste Band erschien in zwei Auflagen. Boesche machte sich stark für die Aufstellung eines Gedenksteins für die vergessenen Juden vor der evangelischen Kirche in Berlin-Frohnau. Boesches Arbeitsergebnisse flossen teilweise auch in die Wanderausstellung „Spurensuche – Jüdisches Leben in Reinickendorf“ ein.
Er war im M. und N. Boesche Verlag (Berlin/Haifa) verantwortlich für Gestaltung und Layouts. Seine durch eine langjährige Krankheit angeschlagene Gesundheit verschlechterte sich zunehmend. Er starb nach 12-tägigem Koma am 20. November 2002 in Berlin. Seine Gedächtnisstätte findet sich auf dem Alten St.-Matthäus-Kirchhof in Berlin-Schöneberg, während seine Asche wunschgemäß unter israelischem Himmel in einem Apfelsinenhain ausgestreut wurde.

## Schriften
- Avigdor Ben Trojan, Tilly Zacharow: Jüdische Spurensuche in Reinickendorf, Band 1: Liebe Grüße an Frl. Ilse. Boesche, Berlin 2000, 43 S., ISBN 3-923809-57-3; 2. veränderte Auflage 2003, 57 S.
- Avigdor Ben Trojan, Tilly Zacharow: Jüdische Spurensuche in Reinickendorf, Band 2: Ich denke oft an Onkel Franz. Boesche, Berlin 2004, 115 S., ISBN 3-923809-82-4.